# Knife and Steel Harbour
Knife and Steel Harbour ist ein kleiner Naturhafen in der Region Southland auf der Südinsel von Neuseeland.

## Geographie
Der Knife and Steel Harbour, eher einer kleinen Bucht gleich, befindet sich rund 52 km westsüdwestlich von Tuatapere an der Südküste der Südinsel. Die Bucht besitzt eine Tiefe und Breite von rund 1000 m. Der 525 m breite Eingang zu der Bucht ist beidseitig von aus dem Wasser ragenden Felsen gesäumt. Die Küstenlinie erstreckt sich über rund 1,3 km.

## South Coast Track
Nördlich der Bucht, die auf halber Strecke zwischen den Schutzhütten Westies Hut und Waitutu Hut liegt, führt der South Coast Track vorbei.